# Oedostethus kohnoi
Oedostethus kohnoi is een keversoort uit de familie kniptorren (Elateridae). De wetenschappelijke naam van de soort is voor het eerst geldig gepubliceerd in 1991 door Ôhira.